# یو داوی
یو داوی (انگلیسی: Yu Dawei؛ زادهٔ ۱ ژانویهٔ ۱۹۸۴) بازیکن والیبال اهل چین بود. وی در بازی‌های المپیک تابستانی ۲۰۰۸ شرکت کرده‌است.